# Національна заслужена академічна капела України «Думка»
Національна заслужена академічна капела України «Думка» («ДУМКА» — скорочена назва від «Державна українська мандрівна капела») — український хоровий колектив заснований 1919 року, котрий заклав основи професійного хорового виконавства та акапельного співу в Україні.

## Історія
Колектив сформувався за часів УНР у 1919 році на основі хору «Дніпросоюзу», котрий очолив Нестор Городовенко. Початково Кирилом Стеценком було засновано дві мандрівні капели, проте за часів утвердження більшовизму в краю кількість виконавців скоротили й залишилася лише Перша капела.
З 1920 року — Державна українська мандрівна капела. Історія капели «ДУМКА» відображає суперечливий процес розвитку української культури. В 1920–30-х роках капела багато гастролювала по країні, даючи щороку більше 100 концертів. Репертуар включав обробки народних пісень та світову класику. У 1929 році відбулася перша закордонна поїздка до Франції. З кінця 1930-х внаслідок загальної кризи хорового мистецтва «ДУМКА» мала обмежений репертуар, в якому переважали пісні революційно-агітаційної та кон'юнктурно-побутової тематики, кантатно-ораторіальні твори.
|                                       |  |  |
| Ювілейна монета НБУ присвячена капелі |  |  |

У різні часи колектив згодом очолювали хорові диригенти М. Вериківський, О. Сорока, П. Муравський, М. Кречко та інші. У 1944—1946 роках її художнім керівником був Петровський Олександр Юрійович. Протягом 1951—1959 років диригентом був Мальцев Валентин Олександрович. З 1984 року «Думку» очолює Герой України, народний артист України, лауреат Національної премії України ім. Т. Г. Шевченка, член-кореспондент Академії мистецтв України, голова хорового товариства України ім. М.Леонтовича, професор Євген Савчук. У 1976—1980 роках директором-розпорядником капели був Володимир Оберенко, народний артист України (1995).
У репертуарі капели— реквієми, меси та інші твори Баха, Вівальді, Моцарта, Бетховена, Брамса, Верді, «Урочиста меса» та IX симфонія Бетховена, «Реквієм» Верді, «Пори року» Гайдна, «Реквієм» Шнітке і «Credo» Пендерецького та ряд концертів a cappella. Колектив гастролював у концертних залах Польщі, Австрії, Німеччини, Франції, Іспанії, Бельгії, Голландії, Італії, Швейцарії, Великої Британії, США та Канади.
«Думка» випустила 6 компакт-дисків. Нагороджена орденом Трудового Червоного Прапора (1972), Державною премією УРСР ім. Т. Г. Шевченка (1981).